# Bistra (Alba)
Bistra (deutsch Bistrau, ungarisch Bisztra) ist eine rumänische Gemeinde im Kreis Alba in der Region Siebenbürgen.

## Lage

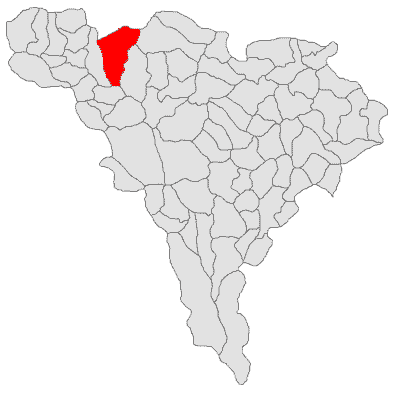
Lage der Gemeinde Bistra im Kreis Alba

Das Dorf Bistra befindet sich im Nordwesten des Kreises Alba, 5 Kilometer östlich der Stadt Câmpeni im Tal des Arieș am Drum național 75 (Câmpeni–Turda, Kr. Cluj). 85 Kilometer von der Kreishauptstadt Alba Iulia entfernt, erstrecken sich viele der insgesamt 34 zur Gemeinde gehörigen Siedlungen auf den Anhöhen und Berghängen des umliegenden Apuseni-Gebirges. Die Gemeindefläche beträgt 11.838 Hektar. Bistra ist Teil des historischen Motzenlandes.

## Geschichte
Die Geschichte der Besiedlung der Region reicht bis in die späte Steinzeit zurück. Seit dem 3. Jahrhundert v. Chr. wurden hier bereits nach Gold und Silber abgebaut, was sich in der Zeit der römischen Besatzung verstärkte. Die Römer ließen eine Straße von Apulum (heute Alba Iulia) in das bedeutende Goldabbaugebiet von Alburnus Maior (heute Roșia Montană) erbauen, die durch den heutigen Ort Bistra führte. Urkundlich wurde das Dorf erstmals im Jahre 1437 unter kenezius de Byzere erwähnt. Der Ortsname – der vermutlich slawischer Herkunft ist – ist jedoch schon zu Beginn des 14. Jahrhunderts bezeugt. Im 15. Jahrhundert gehörte der Ort zum Besitz des Weißenburger Bischofs, nach der Reformation zum Gut des Ortes Câmpeni. Die Bewohner leben heute vorwiegend von der Viehzucht, der Forstwirtschaft und von der Holzschnitzerei.
Die durch den Ort führende Schmalspurbahn Turda–Abrud (93 Kilometer), wurde 1912 in Betrieb genommen und 1998 stillgelegt.

## Bevölkerung
Die Bevölkerung der Gesamtgemeinde entwickelte sich wie folgt:
| 1850 | 3.140 | 3.112 | -  | 4 | 24  |
| 1900 | 3.755 | 3.688 | 8  | 2 | 57  |
| 1930 | 4.501 | 4.428 | 13 | 5 | 55  |
| 1966 | 5.576 | 5.565 | 7  | - | 4   |
| 1977 | 5.688 | 5.614 | 2  | 2 | 70  |
| 2002 | 5.066 | 5.045 | -  | - | 21  |
| 2011 | 4.540 | 4.357 | -  | - | 183 |
| 2021 | 4.340 | 4.126 | -  | - | 214 |

Im Jahr 2002 lebten von den 5.066 Einwohnern der Gemeinde 1.955 im Dorf Bistra selbst, die übrigen etwa 3.000 in den 33 eingemeindeten Ortschaften.

## Sehenswürdigkeiten
- Die Kirche Nașterea Maicii Domnului, welche seit 1948 im Besitz der Rumänisch-Orthodoxen Kirche ist, bis dahin der rumänischen griechisch-katholischen Kirche gehörte.
- Denkmal und Gedenktafel für Petru Pavel Aron, (1709–1764) im Zentrum von Bistra. Aron wurde in Bistra geboren und war Bischof der rumänisch griechisch-katholischen Kirche von Blaj und Gründer vieler rumänischen Schulen in Siebenbürgen.
- Gedenktafel für Vasile Ladislau-Fodor (1814–1865), Mitstreiter von Avram Iancu.
- Gedenktafel und Büste für den Komponisten Nicodim Ganea (1878–1949).[3]

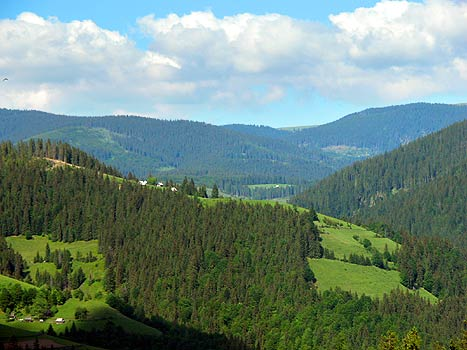
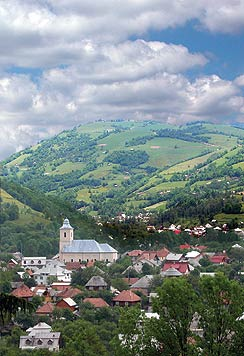
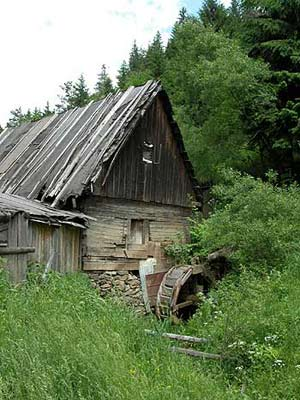

Bilder von Bistra und Umgebung: